# Partito Comunista Giordano
Il Partito Comunista Giordano (in arabo الحزب الشیوعی الاردنی, al-Hizb al-Shuyu'i al-Urduni) è un partito politico comunista in Giordania, fondato nel 1948. Il suo attuale segretario generale è il dottor Munir Hamarana. Il Partito pubblica il giornale Al-Jamahir, che in arabo significa "Le Masse".

## Storia
Nel giugno del 1951, i comunisti palestinesi nella Cisgiordania organizzarono la Lega di Liberazione Nazionale Palestinese, che entrò a far parte del Partito Comunista Giordano. Durante gli anni che seguirono la principale base di forza del partito si trovava in Cisgiordania, e la leadership del partito era principalmente di etnia palestinese. Prima di fondersi con il partito comunista giordano, i comunisti palestinesi si erano opposti all'annessione giordana della Cisgiordania. Ciò nonostante, nel 1951, la politica del partito cambiò e il partito comunista giordano riconobbe la Cisgiordania come parte integrante della Giordania.
i principali capi del partito durante il periodo iniziale erano Fu'ad Nassar, Fahmi al-Salfiti e Fa'iq Warrad. Il partito ottiene influenza attraverso gli intellettuali urbani di Nablus e di Gerusalemme. In particolare, il partito ottiene una forte affermazione nel villaggio di Salfit vicino a Nablus, da dove molti leader comunisti provenivano. Altre aree in cui il partito era attivo erano Ramallah, Betlemme e attraverso i rifugiati vicino a Gerico. Il principale organo d'informazione del partito era al-Muqawamah ash-Shabiya (المقاومة الشعبية, "Resistenza Popolare") una pubblicazione mensile.
nella metà degli anni' 60 , il Dipartimento di Stato degli Stati Uniti d'America stimava in 500 i membri del Partito Comunista Giordano.
il 10 febbraio 1982, dopo molto dibattito, l'organizzazione comunista palestinese si separò dal partito comunista giordano. L'organizzazione comunista palestinese si costituì in un nuovo partito il Partito Popolare Palestinese inglobando anche la branca cisgiordana e l'Organizzazione comunista palestinese di Gaza.
nel maggio del 2006, il partito organizzò "una conferenza unita dei comunisti giordani", invitando anche i membri che avevano abbandonato il partito. Ciò nonostante, il gruppo separato principale, il Partito Comunista dei Lavoratori Giordani non vi ha preso parte.